# Arthwys mab Mar
Arthwys mab Mar est un roi du Hen Ogledd vers 495-525.
Arthwys mab Mar ap Ceneu est un petit-fils de Ceneu mab Coel. Il contrôle la partie centrale du Hen Ogledd qu'il hérite de son père.
Rien n'est connu de son règne mais selon le « Bonedd Gwŷr y Gogledd Gogled yv hyn », il est le père de quatre fils qui après sa mort procèdent au partage définitif de ses domaines :
- Elydir Gosgorddvawr mab Arthwys, le royaume d'Ebrauc à l'est ;
- Pabo Post Prydein mab Arthwys, la région des Pennines au centre ;
- Ceidiaw mab Arthwys royaume du Galloway à l'ouest (?) ;
- Kynvelyn mab Arthwys royaume de Gododdin au nord-est.

## Sources
- (en) Mike Ashley  The Mammoth book of British Kings & Queens Robinson (London 1998)  (ISBN 1841190969). « Northern Britain » p. 95-108.
- (en) Peter Bartrum, A Welsh Classical Dictionary : People in History and Legend Up to about A.D. 1000, Aberystwyth, National Library of Wales, 1993, 649 p. (ISBN 978-0-907158-73-8), p. 32 ARTHWYS ap MAR. (465)
- Christian Y.M Kerboul  Les Royaumes Brittoniques au Très Haut Moyen Âge Éditions du Pontig (Sautron 1997)  (ISBN 2951031033).